# Kielkanalen

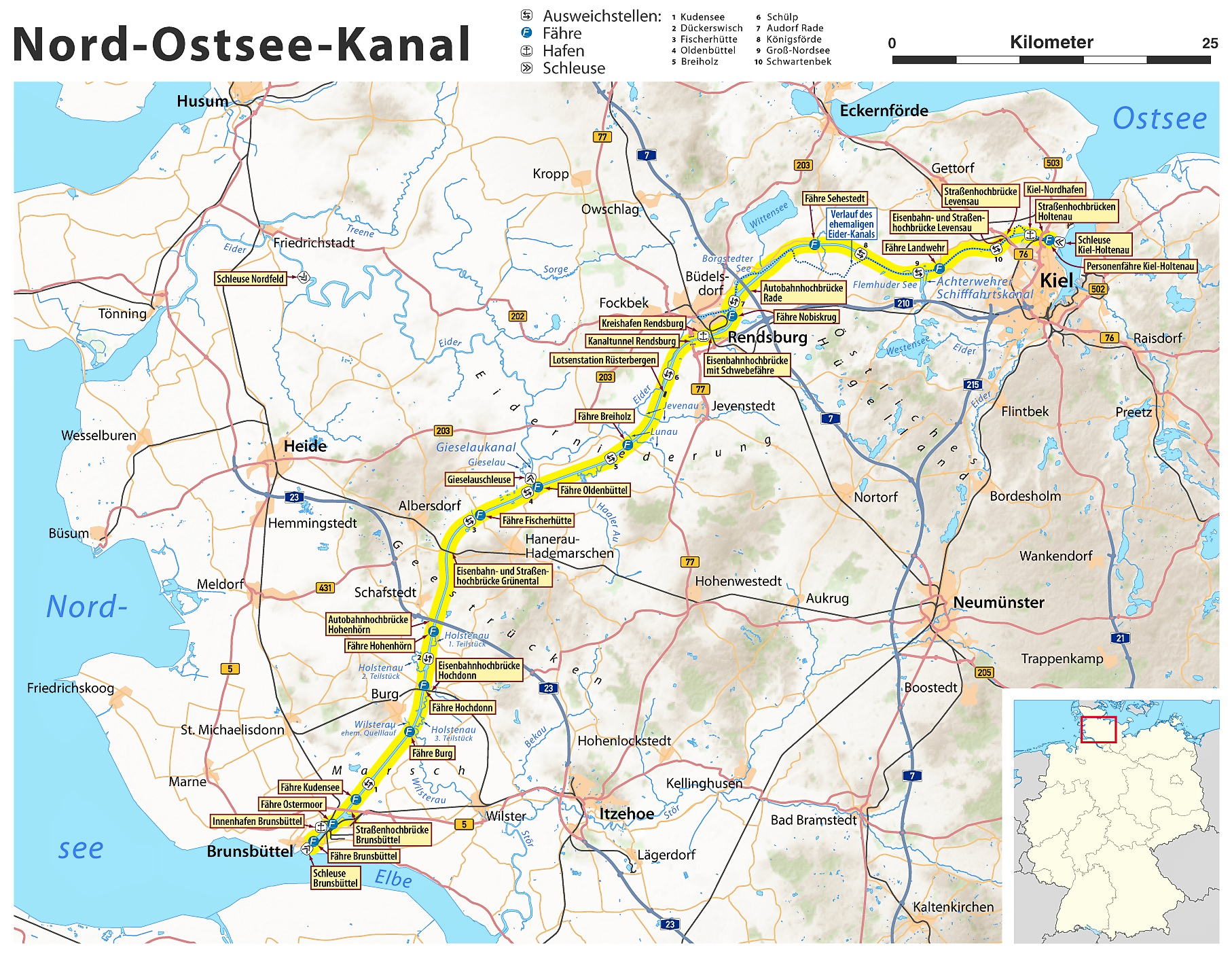
Karta över Kielkanalen.

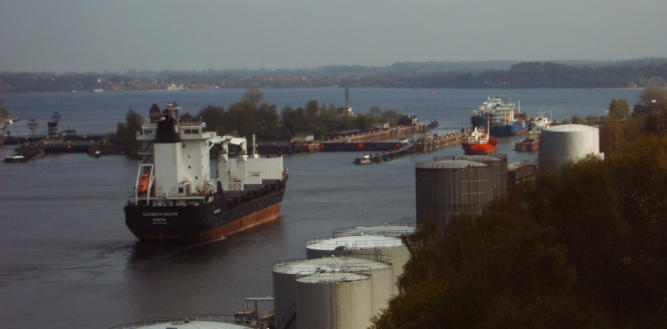
Slussarna vid Kiel-Holtenau.

Kielkanalen (även: Nord–Östersjökanalen, tyska: Nord-Ostsee-Kanal; tidigare: Kejsar Wilhelm-kanalen, tyska: Kaiser-Wilhelm-Kanal) är en 99 kilometer lång kanal genom Schleswig-Holstein i nordvästra Tyskland, som förbinder Östersjön och Kielfjorden vid Kiel med Nordsjön och Elbes mynning vid Brunsbüttel i Tyska bukten.

## Historia
Kanalen började byggas 1887 under ledning av Otto Baensch. Kanalen var ursprungligen 67 meter bred och 9 meter djup. 1907-1914 grävdes kanalen ut och breddades till 102 meter och 11 meter djup. Idag har kanalen en segelfri höjd på 40 meter och tillåter fartyg med en bredd av 32,5 meter och 9,5 meters djupgående.
Bygget började vid Holtenau, nära Kiel. Det tog över 9 000 arbetare åtta år att bygga kanalen. Den 20 juni 1895 öppnade Kaiser Vilhelm officiellt kanalen för transitering från Brunsbüttel till Holtenau. Dagen efter ägde en ceremoni rum i Holtenau, där Wilhelm II kallade vattenvägen för Kaiser Wilhelm Kanal (efter sin farfar, Kaiser Vilhelm I) och lade den sista stenen.
Den brittiske regissören Birt Acres filmade öppningen av kanalen; på Science Museum i London finns bevarade kopior av denna tidiga film. Det första fartyget som passerade genom kanalen var SMS Jagd, som skickades igenom i slutet av april (innan kanalen officiellt öppnades) för att avgöra om den var klar att användas.

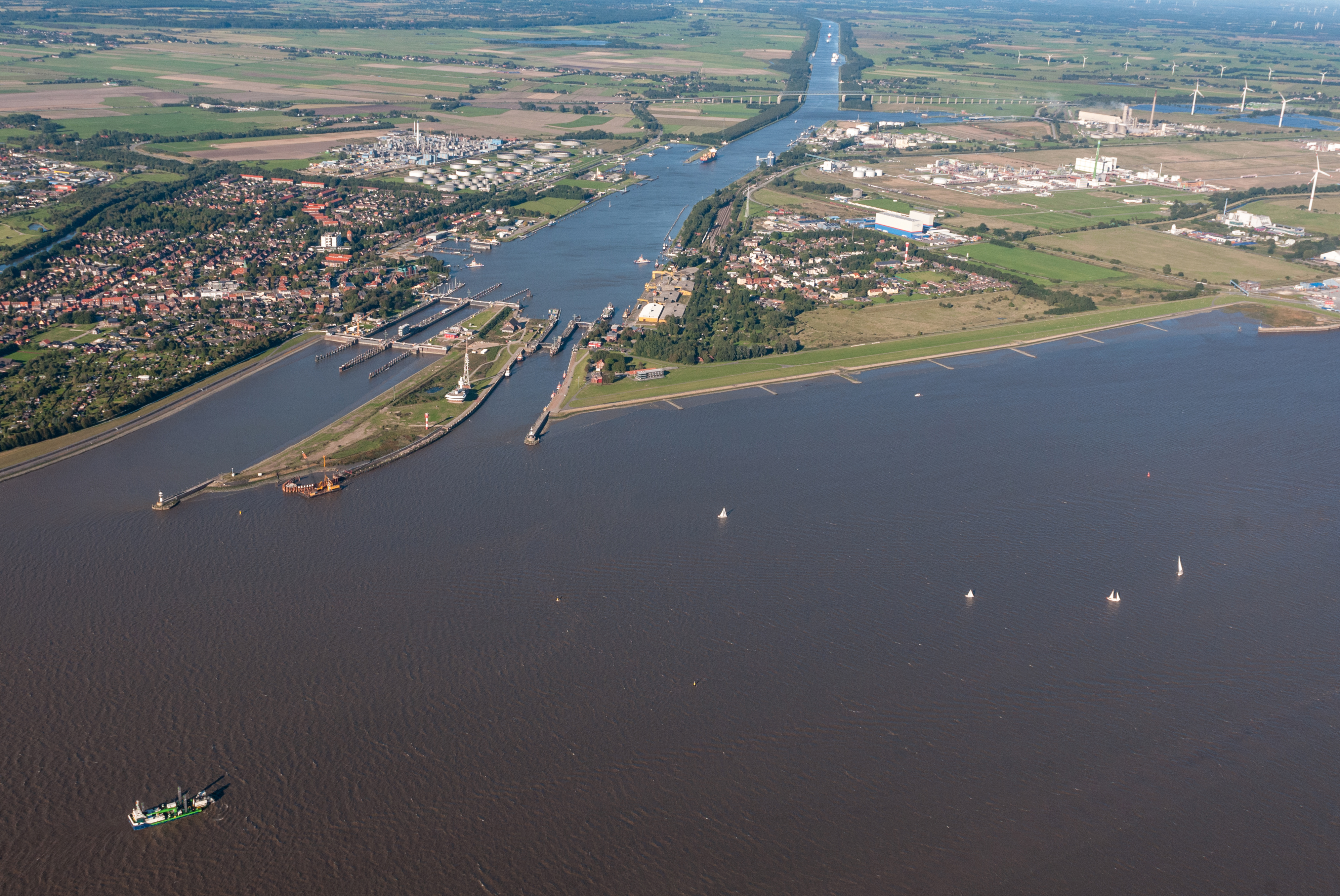
Slussar vid Brunsbüttel som förbinder kanalen med Elbes mynning, och sedan till Nordsjön

För att hantera den ökande trafiken och kraven från den kejserliga marinen mellan 1907 och 1914 utvidgades kanalen av Tyskland för att låta slagskepp i Dreadnought-storlek passera, så att de kunde fara mellan Östersjön och Nordsjön utan att behöva åka runt Danmark. Två större slussar i Brunsbüttel och Holtenau installerades för att slutföra utvidgningen.
Efter första världskrigets slut internationaliserades kanalen i Versaillesfördraget. Kanalen klarade sig till största delen oförstörd under andra världskriget.
Den räknas som världens mest trafikerade kanal, med i genomsnitt 70 000 passerande fartyg per år.
Fram till 1948 kallades kanalen för Kaiser-Wilhelm-Kanal, men fick efter kriget det neutralare namnet Nord-Ostsee-Kanal, av tysk sjöfart förkortat NOK. På andra språk brukar kanalen benämnas Kielkanalen efter begynnelsehamnen Kiel.
Kanalen skapar en genare väg mellan Östersjön och Nordsjön, ett fartyg brukar få 280 nautiska mil (cirka 518 kilometer) kortare resa jämfört med att runda Jylland.

## Föregångare
Redan före vikingatiden användes Eider med bifloden Treene och Rheider å som transportled genom södra Jylland. Mellan handelsplatserna Hollingsted och Hedeby skedde transporten på land över vattendelaren som är cirka 25 m ö.h.
År 1784 invigdes Eiderkanalen som tillät större fartyg i floden Eider att passera mellan Östersjön och Nordsjön. Eiderkanalen lades ner i samband med att Kielkanalen byggdes.